# Hammerhuhn
Das Hammerhuhn (Macrocephalon maleo), auch als Maleo bezeichnet, ist ein mittelgroßes, schwarzes Großfußhuhn. Als einziger Vertreter der monotypischen Gattung Macrocephalon, ist es endemisch auf der indonesischen Insel Sulawesi.

## Beschreibung
Das Hammerhuhn erreicht eine Länge von 55 cm. Es ist überwiegend schwarz gefärbt mit einer nackten gelben Gesichtshaut, einer rötlichbraunen Iris, einem rötlich-orangen Schnabel und einer lachsrosa Unterseite. Den Oberkopf ziert eine schwarze helmartige Haube. Die graublauen Zehen, die durch eine membranartige Haut getrennt sind, haben vier lange scharfe Krallen. Die Geschlechter unterscheiden sich kaum, nur ist das Weibchen etwas kleiner und seine Gefiederfärbung fällt blasser aus.

## Lebensraum und Lebensweise
Das Hammerhuhn bewohnt tropische Flachland- und Bergwälder, die Nester hingegen werden auf offenen Sandflächen, Vulkanböden oder am Strand angelegt. Dabei graben Männchen und Weibchen gemeinsam ein tiefes Sandloch. Das Weibchen legt daraufhin ein Ei hinein, bedeckt dieses mit Sand und überlässt das Ausbrüten dem durch Sonnenstrahlen oder vulkanische Aktivität aufgeheizten Erdboden. Die Eier der Hammerhühner sind ungefähr fünfmal so groß wie Hühnereier. Nach dem Schlüpfen bahnt sich das Küken seinen Weg an die Oberfläche und versteckt sich im Wald. Die Jungvögel sind bereits kurze Zeit nach dem Schlupf flugfähig und leben völlig unabhängig von den Eltern; Brutpflege findet also nicht statt. Die Küken müssen selbständig Nahrung finden und mit Räubern wie Echsen, Pythons, Wildschweine oder Katzen allein zurechtkommen.
Das Hammerhuhn ist monogam, d. h. ein Paar trennt sich nicht wieder und lebt in ständiger Nähe zueinander. Die Nahrung des Hammerhuhns besteht hauptsächlich aus Früchten, Samen, Ameisen, Termiten, Käfern und anderen kleinen Wirbellosen.

## Gefährdung
Seit 1972 wird die Art von der indonesischen Regierung geschützt. Wegen des fortschreitenden Lebensraumverlustes, der hohen Jungensterblichkeit, dem Übersammeln der Eier und der Überjagung in einigen Regionen wird das Hammerhuhn von der IUCN als „vom Aussterben bedroht“ (critically endangered) klassifiziert. Es ist in Anhang I des CITES-Abkommens gelistet.
Die amerikanisch-indonesische Naturschutzorganisation Alliance for Tompotika Conservation (Aliansi Konservasi Tompotika, AlTo) bemüht sich um die Erhaltung der Art und setzt dabei hauptsächlich auf die Einbeziehung der lokalen Bevölkerung. Die Eier gelten regional als Delikatesse.